# 淑香傳
《淑香傳》的韓國古典小說，據推測創作於17世紀後期，作者不詳。 這部作品不僅講述了男女主角克服了身份地位懸殊的矛盾，成功追求愛情的故事，還反映了朝鮮時代道家思想，包含古代人追求公正和正義的內心思考。

## 故事创作背景
《淑香传》融合了象征朝鲜后期混乱时代面貌的血肉分离、遗弃、流离乞讨、施惠和互惠、权力对弱者的横行霸道、道德习惯和现实本能的矛盾，一一展现了壮阔生活的反面。
早年，趙秀三在《秋齋紀異》中作为傳奇叟朗读的作品，最先听到了该作品。 李鈺的《俚諺》《雅調篇》中出现了闺房妇女读这本书的场面，趙秀三的《秋齋集》第七卷中记载了傳奇叟在东门外读的记录，可以看出上下层都深受喜爱。 这是一部描写从天界来到尘世的淑香和李善结婚之前的波澜壮阔历程的道仙式爱情小说。主人公淑香和李善的行踪经常被引用到其他古代小说作品中，因此可能是早期出现的作品。
《淑香传》是一部以在朝鲜王朝和春香传一样受欢迎的男女之间的爱情为主题的小说，展现了富有特色的女人波瀾重疊的典型。由于存在着多种多样的译本，这部小说拥有比较广范围的读者层，是一部脍炙人口的作品。 特别是根据英雄一生的结构描绘女主人公的苦难，讲述女性对爱情成就的欲望和关心，与女性读者层的要求或意识建立密切的关系，吸引了女性读者层。通过包括《淑香传》在内的各种传闻推测，其中之一就是朝鲜时代崇尚儒学的学术传统支配的时代。不仅使用所谓的稗官雜記，就连阅读也受到指责。 在这样的时代背景下,古小说的作者们很有可能考虑到本人的社会身份,故意遗漏了自己的名字。 可以说,由于那个时代的精神支柱性理学的反作用，今天的古小说失去了它的主人。更何况,《淑香传》的主题意识是李善和淑香克服障碍因素，实现自由的男女爱情。因此可以说摆脱了传统的儒教道德观。 此外，每当淑香遇到困难时，就会出现乌龟、龙、鹿、火德眞君、麻姑奶奶等超越性救援者，帮助他们克服危机，这表明他们具有浓厚的道教倾向，而不是儒教正统意识。

## 故事梗概
宋朝時，有一個叫金詮的男人偶然救了一隻烏龜，烏龜作爲報答送了一對珍珠珠子給他。 金詮以珍珠珠子作爲禮物與張氏結爲夫妻，並生下了一個叫淑香的孩子。 淑香出生後，金詮讓算命先生王均為女兒觀相，王均說淑香因爲在天界犯了罪，被流放到人間，要把前世的罪在今生還清後，就可以過上好日子。 之後，張氏用珠子製作了一對玉介指，刻上出淑香出生的日期和時間，讓淑香帶在身上。

淑香五歲時，盜賊掠奪了村子，金詮夫婦將淑香藏在岩石縫裏後逃走了。 與父母分散的淑香在仙女的幫助下騎上鹿背來到了張丞相的家。 張丞相收養了淑香，淑香漸漸長大，丞相夫婦非常喜愛淑香，把家務都交給了她。但家裏的侍女梅香嫉妒淑香，於是誣陷淑香爲小偷，把淑香被趕出了張丞相家。被趕出承相家的淑香打算跳河自殺時，被江中的龍女救了出來。 後來淑香在蘆葦叢中睡覺時突然着火，火德鎮君出現救出了淑香。 經歷多次危機差點餓死的淑香最終被麻姑奶奶救出，並與麻姑奶奶一起生活。
有一天，淑香發夢着自己成爲了仙女，在天上看見了泰乙仙君和玉皇大帝。 從夢中醒來的淑香將夢的內容繡成了一幅畫。 之後商人買了這幅畫，為了幫這幅畫起個名字找到了李仙。 李仙看到畫後，發現內容與自己的夢一模一樣，於是出發找尋淑香。最後透過麻姑奶奶，成功找到淑香結爲夫妻。得知李仙與淑香婚事的李相書命令洛陽太守殺死淑香，但洛陽太守其實是淑香的父親。洛陽太守知道淑香是自己的女兒後，不忍心殺死她。 李相書得知後將金詮調任，把淑香趕出了洛陽。淑香得知麻姑奶奶去世後，傷心痛哭，淑香的哭聲吸引了李相書夫人，認出淑香就是李仙出生時仙女說的天定緣份，就把淑香帶回了家。 李仙考上狀元后，李仙和淑香正式結婚。
其後，樑王希望李仙可以納自己的女兒梅香為妾，當然李仙拒絕了。 皇太后生病時，樑王爲了為難李仙，向皇帝推薦李仙去尋找仙藥。 李仙爲了皇太后在蓬萊山尋找仙藥的途中，知道了樑王的女兒梅香的秘密。 梅香在天界時，是太乙仙君的夫人。 最終，李善根從前世的緣分，接受了梅香為第二任的妻子。 成功找到仙藥的李善被爲楚王，與淑香享受榮華富貴，老年時回歸仙界。

## 人物介绍
淑香(月宮仙女小雅,貞烈王妃)
前世是月宮仙女的小雅(소아)爲了太乙仙君(태을선군)偷走了男女結緣的月淵壇(仙藥)，得罪了玉皇大帝，被貶下凡間。淑香在凡間經歷了多次苦難，最終遇到了李仙(이선)結為夫妻。 這門婚事遭到李善父親的反對，但多虧了李善的母親王氏夫人，認出了淑香，兩人的婚事得到認可，過上幸福的生活， 最終與李仙一同回到仙界。
李仙(太乙仙君,楚王):
前世是太乙仙君(태을선군)，與月宮仙女小雅(소아)一起來到地上人間，轉世爲李尚書的兒子李仙(이선)。 李仙在夢裏遇到了淑香，通過商人趙章(조장)看到了淑香的畫後，知道了淑香是夢裏見過的仙女。 在麻姑奶奶的幫助下，他與淑香結爲夫妻。 起初遭到李仙的父親反對，但最終李仙科舉及第，得到父母的認可，與淑香一起生活。 後來，李仙爲生病的皇太后尋求仙藥，立下了汗馬功勞，成爲了楚王。 在求藥過程中，李仙知道了梅香的身份，按照在天上結下的姻緣，把梅香納為了第二任夫人。 到了70歲，淑香和李仙死後回歸天界。
金詮(洛陽太守):
淑香的父親。 有一次，金詮有生命危險時，以前偶然救出的烏龜突然出現救了他的性命，還給了金詮珍珠珠子。 金詮將珍珠作爲禮物與妻子張氏結婚，並生下了女兒淑香。 但是淑香5歲時遇到盜賊，從始與淑香分開。 後來成爲洛陽太守的金詮在監獄裏遇到了淑香，認出了淑香是自己的女兒。
李相書(洛陽北村兵部尚書)
李仙的父親，得知李仙和淑香的婚事後，偷偷地派洛陽首領殺淑香。 雖然未能成功去除淑香，但將淑香逐出了洛陽。
李仙的母親(王氏夫人）:
李仙的母親，李仙出生時，李仙的母親在夢裏中得到月宮仙女的預言。 其後，認出了被逐出洛陽的淑香就是天注定為李仙夫人的人，所以認可了淑香和李仙的婚事。
梅香(太乙仙君的夫人):
樑王的女兒，在天界時本為太乙仙君的夫人。 李仙在爲皇太后求取仙藥的過程中，知道了梅香在天界的真實身份，就這樣梅香成爲了李仙的第二任夫人。
樑王:
梅香的父親，希望把女兒梅香嫁給李仙做為夫人，但李仙拒絕了。 皇太后生病時，爲了讓李仙陷入困境，樑王向皇帝推薦李仙去求仙藥。
東海龍王的女兒(烏龜/龍女):
東海龍王的女兒，金詮偶然救成爲烏龜的龍女，作爲報答送給了金詮一對珍珠。其後，淑香跳入江中試圖自殺時，龍女救了淑香。
火德眞君:
淑香在蘆葦叢中睡覺時着火，火德眞君出現救出淑香。

## 故事分析

### 報恩談
一天，有一個叫金詮的男人救出了被漁夫捉住面臨死亡的烏龜，烏龜作爲報答送了一對寶珠。金詮並將烏龜作爲報恩送給自己的寶珠作爲聘禮，送給張氏女子，形成天定婚。之後在仙女的幫助下，天上月宮仙女在異香中還生，淑香自此誕生。 占卜之人算出淑香今後一生將承受天定厄運。據他預言，淑香原本屬於仙界。“非人世之人，而是乘月宮嫦娥之精氣出生，此生須贖盡前生之罪，方能遇上好時節”。因此，她5歲時將失去父母，15歲之前將經歷五次死亡之劫，17歲時被封爲夫人，20歲時重遇父母，享盡榮華富貴，70歲時迴歸天界本鄉。後來，張氏女子用珠子製作了一對玉戒指。刻上出淑香出生的日期和時間，讓淑香一直帶在身上。 最後，淑香到達穎川時,正好遇到金詮夫婦祭祀了自己的女兒。金詮夫婦偶然認出了寶珠，淑香得知金詮夫婦是自己的親生父母，雙方相認。 
在現有研究中只被評價爲倫理報恩行爲的《淑香傳》中,淑香祭祀並報恩給花德鎮君和龍女後,他們回贈了兩個珍珠和仙藥。 表示通過神與人之間的交流，仙人賦予了淑香治癒的能力，珍珠和仙藥讓淑香解決了飢餓，讓皇太后從死亡中甦醒的難題。 淑香通過修煉獲得的成果,成爲了治癒現實痛苦、飢餓、心病和死亡的力量。回家的淑香不僅僅是地位高崇,還是撫慰肉體和精神創傷的古代神仙。這意味着《淑香傳》中通過淑香的旅程最終指向的是現實的治癒。

#### 淑香一生分析
《淑香傳》從淑香出生之前開始寫起， 出生前淑香母夢見鸚鵡入懷，出生時屋內充滿香味。 因金詮對淑香極其喜愛，便爲淑香卜卦，這爲小說的第一個波瀾作了伏筆。淑香五歲時與父母失散，金詮夫婦將淑香藏在岩石縫裏後逃走了，淑香流落山林時被一白鹿馱至張丞相家門口。 這時小說出現了第一個轉折，淑香在張丞相家過了幸福的九年生活。 淑香十四歲時，張丞相讓淑香掌管家中事務。但這被此前掌管家中事務的婢女梅香所記恨。於是小說的第二個波瀾出現，淑香因梅香陷害而被趕出張丞相家，無家可歸的淑香於是打算投河自盡。 
託淑香於麻姑奶奶是小說的第二個轉折。 夢境將故事引入到高潮階段， 青鳥引淑香於瑤池, 洞庭君引李仙於瑤池，兩人於瑤池中第一次相見。 再回到現實世界 ，淑香將夢境繡在絹帛上，通過商人趙章這一媒介 , 將兩人連接起來。接引起了小說的第三個波瀾，魏公發現李仙與淑香之事 , 大發雷霆要殺掉淑香。 然而當魏公看到淑香美貌楚楚可憐之形時，動了惻隱之心 ，答應不殺淑香。但是淑香不得再與李仙見面，李仙也得去京城科考。如若不中第，不得回家。 這便是故事的第三個轉折。 李仙去京城之時，對淑香許下"死且不忘，生可違乎?"的諾言。 然世事無常 ，麻姑奶奶疾病纏身，悵然離世。 這是小說的第四個波瀾。李仙走後 ，淑香日日思念李仙 ，夜晚在亭前哭嚎。其聲悲切 , 聞者無不爲之動容。 這時 ，小說的第四個轉折出現，魏公與夫人聽到淑香的哭嚎之聲被她感動 ，在第二日請淑香入魏公府。 淑香在魏公府住了下來，並憑其聰慧手巧博得了魏公夫婦的認可。在李仙高中狀元之後與淑香過着幸福的生活。 然而這裏故事並沒有結束，張丞相夫婦冤枉淑香之事還未解決。小說以李仙上任潁川太守之事，將此事完滿解決。 淑香去穎川途中與張丞相夫婦再次相遇 ，互相吐訴思念之情 ，之前誤解一併消除。

##### 《淑香傳》與現實世界的对应
淑香虽然是小说虚构的人物，但是从淑香的一生中可以隐约看到淑香所处的世界是什么样子。淑香的出现对淑香所处的世界会带来什么样的改变，我们组认为这是十分值得讨论的话题。
淑香所处的世界是根据真实世界改编而来的，虽然在《淑香传》的世界观中神仙是真实存在的，但是从小说中还是能够感觉到作者是以现实世界为基础进行了改编，对于神仙的存在是否会影响世界观的真实性在之后会论述。既然已经明确《淑香传》的世界是以真实世界为基础吗，那么在分析《淑香传》的世界观的时候就一定要参考真实世界发生的事情才能更加深入的了解《淑香传》的世界观。
《淑香传》全部故事的起因是月宫仙女小雅偷了老君的月渊坛而得罪了玉皇大帝，作为惩罚小雅被贬下凡间，小雅偷的月渊坛是一种能让男女结缘的仙药，小雅是为了太乙仙君所以才想偷仙药。这个背景没有直接出现在故事中，而是通过人物之间的对话得到的信息。虽然小雅和太乙仙君也是神仙，但是仙界同样是等级森严的地方，神仙们也有统治者，就是玉皇大帝，虽然是小雅偷东西犯了错，但是对小雅和太乙仙君的惩罚措施并不是由法律决定的，而是由玉皇大帝决定的。这种由统治者决定赏罚措施的中央集权制度显然是暗合真实世界中古代封建王朝的中央集权制度。但是回看月宫仙女小雅所犯的错误，她偷仙药是为了和心爱的人在一起，这种完全出于自我想法的行动表达了女性主动追求爱情的决心，小雅不再是为了什么伟大的目标而犯下错误，完全是为了自己，这也标志着人们群众中自我意识的觉醒。并且在封建的古代，女性没有自己选择配偶的自由。小雅为了爱情偷仙药的行为也表达了作者认为女性也可以主动追求爱情，这对于肃宗时期的朝鲜王朝来说是非常前卫的爱情观。
小雅和太乙仙君下凡后，其实才来到了故事的开头，故事开篇提到了《淑香传》的时代背景，宋朝。这个细节非常有讲究，但是同样要放到后面和神仙的部分一同论述。提及了宋朝这个时间点后，作者首先讲述了金诠救下乌龟的故事，而乌龟送给了金诠两颗珍珠，金诠用两颗珍珠作为彩礼娶到了张氏后才生下了淑香，如果单看这个故事，那么这就是一个好人做了好事后得到好报答的普通故事，这样的故事无论哪个国家都有很多，但是在《淑香传》中这件事却是影响了全篇故事的重要事件。如果金诠没有救下龙女变成的乌龟，那么后面的一切故事都没有了，并且龙女帮了金诠不止一次，不但送给金诠珍珠，还救下落水的金诠，以及在后来淑香想跳河自杀的时候龙女也出现救了淑香。虽然在原文中龙女说是为了报答恩情，但是显然这么多次帮助金诠和淑香如果说是巧合就太牵强了。在救下淑香后龙女给淑香喝了仙界的茶帮助淑香恢复前世的记忆，而且通过淑香和龙女的对话可以知道龙女不但知道淑香的身份是月宫仙女，对李仙的身份以及张丞相一家的结局也都清楚，甚至告诉了淑香之后还会遭遇两次劫难，说明龙女一直的知道全部事情的，如果从这个角度再回看金诠救乌龟这件事那么我们就有了另一个解读的角度。龙女在上天的授意下安排了淑香下凡后的全部过程，金诠救下乌龟并不是偶然的，而是龙女假装被渔夫抓住，让金诠救下来后再以报恩的名义来帮助金诠，让金诠娶妻，这样才能让淑香顺利下凡，虽然之后龙女没有再参与淑香的生活，但是龙女是知道淑香接下来会遇到的事情，所以只在救下跳河的淑香，让淑香恢复记忆后就不再出场了。龙女知道后面淑香遇到的困难都有其他的人会帮助淑香解决。这也侧面说明了淑香的一生已经被安排好了，直到她回到仙界。
视角再回到淑香身上，分析完了金诠救下乌龟这件事后，淑香出生了，在淑香五岁的时候在意外中和父母分离，在鹿的帮助下来到张丞相家，这件事成为淑香一生的转折点，也是淑香苦难的开始，这个情节安排的非常有深意，虽然淑香传的故事背景在宋朝，宋朝时期朝鲜半岛处于高丽时期，但是淑香传是在朝鲜王朝肃宗时期 （页面存档备份，存于）创作的，所以想分析情节还是要看肃宗时期朝鲜王朝的社会情况。肃宗时期的朝鲜王朝虽然在对外关系上与清朝和日本基本保持了传统的友好关系，但是反观国内朝廷却经历了三次大规模人事更迭，朝廷的动荡反映在民间就是人们对朝廷的不信任，并且有个非常有趣的细节是，肃宗时期的三次大规模人事更迭是以仁显王后作为导火索，所以回看张丞相收留淑香这个情节时读者会发现，张丞相本身其实是喜欢淑香的，可是张丞相的妻子以及张丞相家里的侍女却非常讨厌淑香，这不由得让人想到仁显王后和张禧嫔的后宫争斗，而且张丞相并不能说是一个好人，在淑香被诬陷的时候张丞相没有任何判断能力，也同样冤枉了淑香。丞相作为一个政府的最高职位，实际上是代表朝廷的，一个朝廷的最高代表却没有判断对错的能力，也反映了作者心中对政府的失望。并且这样的情节并不是只在张丞相身上有体现，在后面李尚书也是以坏人的形象登场，李尚书虽然是李仙的父亲，但是同样是朝廷任命的官员，他以坏人形象出场时身份是尚书，想了很多方法想杀死淑香，虽然后来李尚书接纳了淑香，但是这个时候李尚书的身份是李仙的父亲，所以作者对朝廷的厌恶已经非常明显了。再看张丞相一家的结局，张丞相一家被上天用雷电劈死，表面上这是一个坏人在做了坏事后得到报应的故事，但是实际上也是在表达作者对朝廷的厌恶。而李尚书完成了身份转化所以没有写关于李尚书的结局。
在离开张丞相家之后就是淑香经历跳河，茅草屋着火，差点饿死等灾难，这三次灾难非常有代表性，因为佛教中有三灾的说法，这是世界崩坏时会发生的三种灾难，分别是水灾，火灾，风灾。淑香跳河显然是对应水灾，而茅草屋着火对应的是火灾，淑香差点饿死对应了风灾。虽然淑香传是以道家思想为基础的小说，但是我认为出现佛教的概念也并不值得稀奇。在中国的魏晋时期儒教道教和佛教就经历了一次融合，其中以佛教和道教的融合程度最深，所以学习道教的人知道佛教的概念是非常正常的。并且从高丽时期开始佛教在朝鲜半岛就非常流行，所以作者在小说中融入佛教的概念是非常正常的事情。
接下来就是淑香和麻姑奶奶一起生活并且遇到李仙的情节了。两位互相爱慕的人在此时终于相遇，但是相遇的过程也充满了巧合性，但是从之前对龙女行为的分析来看，很难说李仙和淑香的相遇是真的巧合，很可能麻姑奶奶和龙女一样知道淑香的全部身世，并且也知道自己要做的是什么，只要做好自己应该做的事，事情就会按照计划中设想的情况发展。这么来看李仙和淑香的一生与其说是顺应天命，不如说是一切都在神仙的安排之中。
接下来的的故事就是淑香通过自己的努力得到了李仙父母的认同，从这个情节也能看出来淑香不断成长的过程，从一开始遇到困难就想跳河自尽到现在面对不认可自己的公公婆婆时努力展现自己的优点。在读者的眼中淑香的成长是非常令人高兴的事情，但是显然只有淑香的努力是不够的，于是淑香得到李仙父母认可的一个关键性转折是李仙的母亲做了一场梦，在梦里李仙妈妈知道了淑香和李仙的姻缘，于是在李仙妈妈的劝说下李尚书认可了淑香，而李仙在这时也考中了状元，李仙和淑香正式结婚，在中国，考中状元的时候结婚，被叫做双喜临门。梦在《淑香传》中并不是第一次出现，全文中一共出现了三次，第一次是淑香的母亲做梦后怀孕，第二次是在梦中淑香和李仙相遇，第三次是李仙母亲梦中得知真相。这三次梦都是推动故事向前推进的重要动力，在前面对龙女和麻姑奶奶的分析中我们得知神仙是有能力安排一切的，所以神仙通过托梦的方式让淑香前进的道路更顺利也是可以说通的。如果没有梦的帮助，那么淑香和李仙永远不会相遇，淑香可能永远不会得到李尚书的认可，那么故事也就进行不下去了。不过在很多神仙的帮助下淑香和李仙成功的在一起了。
接下来的情节是李仙的故事线，主要集中于梅香对李仙的追求和蓬莱山求仙药。对于梅香的出现原文中很少提及淑香的看法，反而是李仙主动的拒绝梅香，从这里也能看出来李仙对淑香的爱情是一心一意的，但是梅香也是非常主动的追求自己的爱情，这一点梅香和淑香其实非常相像，因此梅香作为后来者出现在剧情中却很少引起读者的厌恶，并且为了增加梅香出现的合理性，在蓬莱山时李仙也得知了梅香的真实身份，原来梅香前世是太乙仙君的妻子，不过这说明了月宫的小雅才是后来者，这里剧情的反转为整篇小说增添了极大的戏剧性。我不会对小说中的角色进行任何道德批判，但是梅香和淑香无论是名字还是行为上都具有相似性，可是作者最后选择的解决方式是让李仙把淑香和梅香都娶为妻子。虽然作者具有支持女性主动追求爱情前卫思想，但是还是没有跳脱出一夫多妻制度的封建思想。
结局是李仙和淑香以及梅香回到了仙界，这个结局非常的普通但是非常的圆满，淑香和李仙本来就是仙界的人，在人间游历一圈后又回到了仙界，也符合道家思想中首尾相接的循环思想。《淑香传》全文都蕴含了大量的道家思想，一开始我认为是作者单纯信仰道家思想，但是在查阅肃宗时期的资料时却发现了意外的细节，肃宗时期儒学书院盛行，并通过建立大报坛来强化“尊周思明 （页面存档备份，存于）”的意识形态。在一个儒学盛行的时代，作者却非常推崇道家思想，这其中的原因令人值得深思。肃宗时期西人党和南人党的党争达到巅峰，知识分子的话语权越来越重，所以具有积极参与社会的儒家思想开始流行，读书作为阶级上升的通道成为很多读书人改变命运的唯一机会，就算是推崇道教文化的《淑香传》作者也安排了李仙考中状元的情节。党争推动了普通人读书的热情，也带来了朝廷动荡的局面，所有人都不知道自己所在的党是否会活到最后，每天都有人因为党争丢掉性命，这个时候带有退世隐居思想的道教思想开始悄悄在作者的心中蔓延。对朝廷的失望让作者越来越向往得道成仙，远离凡尘。而且《淑香传》的背景选择在宋代，也是因为宋朝的道教非常兴盛，因为宋朝皇帝非常推崇道教，让民间的道教也非常兴盛，作者选择了宋代这样道教兴盛的时代也表达出了希望生活在宋朝这样的时代中，他把他的希望寄托于道教中，寄托于《淑香传》中，他期待着在皇帝之上还有神仙能为世间主持公道，所以在前文中我说《淑香传》的故事背景选择在宋朝是非常重要的细节，这就是淑香的出现为淑香传的世界观带来的影响，在经历过磨难之后一定能飞升成仙。

## 作品的文学价值及意义
小说反映了年轻男女对自由爱情的追求和渴望,讲述了经历很多苦难后实现幸福的不同身份阶层的两个人的故事。 这部小说以正确的结构和复杂的故事情节、细腻的心理描写、独特的特征、叙述和词典描写相结合为特点。 
      该小说是有关年轻男女的最受欢迎的韩国浪漫小说之一。 但是那与其他浪漫小说不同。 这部小说以女主人公的人生经历和经历苦难的女主人公和女主人公的爱情故事为基础。 这部小说不仅批判了封建家族的统治者，还向佛教灌输"业"和"命运"的思想，一方面赞扬了年轻男女对自由爱情的渴望，反映了普通人的期待。
      女主人公在苦难和逆境中也不放弃爱情的设定与小说在描写女性利益的同时重视爱情的实现趋势有关。 该作品似乎与女性读者的需求和意识建立了密切的关系，为这种倾向的小说繁荣发展起到了很大的作用。

### 叙事手法
韩国的恋爱小说经常使用将正式叙述和词典叙述相结合的叙述手法。 《淑香传》正是采用了这种叙事手法。 小说从淑香出生之前开始,一直写到淑香5岁时与父母分开,再次见到李善,与父母重逢为止。
      仙道僧人预言的方式是叙事手法的一种。小说开头通过算命先生黄均的嘴讲述了淑香的前世和今生,这是淑香三岁时父亲算的卦辞。 这里不仅用词典叙述手法说明了淑香前世作为仙女下凡的原因,还叙述了她在人间经历的经历,为淑香在战乱中被抛弃、张承相家人被诬陷、受到魏公迫害等事情埋下了伏笔。 这个占卦的叙述手法有很强的宿命意识。 因为《命运》要想成为主人公,必须经历各种苦难。

### 清晰的主人公
塑造有情有义、性格鲜明的人物形象是这部小说的另一个重要艺术业绩,采用" 1人世代记式"的情节结构,通过第三人称的全知视角,展现了有血有肉的人物形象。 小说的核心人物淑香的性格比较复杂。 作为一个在外地流浪乞讨的人，她坚强、聪明、智慧。 当父母抛弃她离开时,淑香的一句话"父母抛弃了我",不仅让父母成功逃脱,还让敌兵们对她感到可怜,可谓一举两得。 作者在塑造人物时，赋予了淑香的聪明、冷静、憎恶、二线懦弱、主心骨等多种性格特征，使角色的性格鲜明、特征鲜明，不僵硬，具有真实性。
小说的韵律和散散相结合,优雅和低俗兼备的语言给小说赋予了更艺术的感染力。 淑香的这个辩护是有情有理,句句优美,读起来洪亮,节奏感强,使读者自然而然地进入小说中,感受其中的感情。
韩国自古以来就受到中国文化的影响，恋爱小说也深受中国的影响。《淑香传》将故事发生的历史背景放在中国宋朝时期,并多次引用中国的历史人物和地名典故。小说中出现的永川、襄阳、江陵、洛阳等地名都是中国地名,梦瑶池中出现了常备、汉女、李太白、张建、杨玉焕等中国历史人物和玉皇大帝、西王母、吕东彬、恒雅等神仙。 池贤贞审问淑香时，一位客人在一旁叹息道:"百乐天市说'人不是木石，也有情，不如不要见京城'。 这些语言在一定程度上丰富了故事的内容，并强调了作者对中国历史和文化的熟悉程度。 这些语言在丰富故事内容的同时，也突出了作者对中国历史和文化的熟悉程度。
作为一部爱情小说，作者以独特的笔触叙述故事、描写人物，运用叙述艺术叙事手法和富有艺术感召力的语言，《淑香传》取得了很高的艺术成就。 《淑香传》还以严谨的结构、复杂的情节、有血有肉的人物、细腻的心理描写、富有感染力的语言给小说赋予了强大的艺术美感，一直深受人们的喜爱。